# آمنون إسحق
 أمنون إسحق  (بالعبريَّة:אמנון יצחק -  آمنون يتسخق ) (ولد 8 نوفمبر 1953) هو حاخام حريدي إسرائيلي. ولد لعائلة يهودية يمنية إلا إنه التزم خطه الموصوف بالمتشدد في سن الرابعة والعشرين وله عدة مواقف معارضة للصهيونية مثله مثل الكثير من اليهود الحراديم الأصوليين ووصف ثيودور هيرتزل بالمجرم وشبهه بهتلر من المعروف مشاركته في التوعية الأرثوذكسية اليهودية (Kiruv). ومشارك في الأنشطة التي تتركز على مساعدة اليهود ليصبحوا أكثر تديناً في إسرائيل وحول العالم. توزع محاضراته في مختلف وسائل الإعلام وعلى شبكة الإنترنت  إلا أنه لا يصدر فتاوى هالاخية.